# Štefanec (Mala Subotica)
Štefanec is een plaats in de gemeente Mala Subotica in de Kroatische provincie Međimurje. De plaats telt 753 inwoners (2001).